# 사스차 레데스키
사스차 레데스키(Sascha Radetsky, 1977년 3월 29일 ~ )는 미국의 안무가, 배우이다.
샌타크루즈에서 태어났다.

## 방송
- 플레쉬 앤 본

## 영화
- 플레쉬 앤 본 (2015년)
- 열정의 무대 (2000년) - 찰리 역